# Mitchell Brown (Snowboarder)
Mitchell Brown (* 18. August 1987 in Dunedin) ist ein ehemaliger neuseeländischer Snowboarder. Er startete vorwiegend in der Disziplin Halfpipe.

## Werdegang
Brown trat international erstmals bei den Juniorenweltmeisterschaften 2004 in Erscheinung. Dort belegte er den 74. Platz im Big Air, den 66. Rang im Snowboardcross und den 13. Platz in der Halfpipe. Sein Debüt im Snowboard-Weltcup gab er im März 2004 in Bardonecchia, wobei er den 33. Platz in der Halfpipe errang. Bei seiner ersten Teilnahme im Februar 2006 in Turin an Olympischen Winterspielen kam er auf den 25. Platz in der Halfpipe. Im folgenden Jahr errang er bei den Weltmeisterschaften in Arosa den 58. Platz in der Halfpipe. In der Saison 2007/08 belegte er bei den Australian Open im Perisher Blue den dritten Platz in der Halfpipe und siegte in der Halfpipe bei den Burton New Zealand Open im Snow Park. In der Saison 2009/10 holte er zwei Siege in der Halfpipe im Nor-Am Cup in Calgary und erreichte mit Platz acht in der Halfpipe im Stoneham seine einzige Top-Zehn-Platzierung im Weltcup sowie mit dem 44. Platz im Halfpipe-Weltcup sein bestes Gesamtergebnis. Beim Saisonhöhepunkt, den Olympischen Winterspielen 2010 in Vancouver, errang er den 33. Platz in der Halfpipe. Bei den Weltmeisterschaften im folgenden Jahr in La Molina kam er auf den 13. Platz in der Halfpipe. Seinen 23. und damit letzten Weltcup absolvierte er im August 2012 in Cardrona, welchen er auf dem 27. Platz in der Halfpipe beendete.

## Teilnahmen an Weltmeisterschaften und Olympischen Winterspielen

### Olympische Winterspiele
- 2006 Turin: 25. Platz Halfpipe
- 2010 Vancouver: 33. Platz Halfpipe

### Snowboard-Weltmeisterschaften
- 2007 Arosa: 58. Platz Halfpipe
- 2011 La Molina: 13. Platz Halfpipe

## Weltcup-Gesamtplatzierungen
| Saison  | Gesamt/Freestyle | Gesamt/Freestyle | Halfpipe | Halfpipe |
| Saison  | Punkte           | Platz            | Punkte   | Platz    |
| ------- | ---------------- | ---------------- | -------- | -------- |
| 2003/04 | -                | -                | 24       | 118.     |
| 2004/05 | -                | -                | 101      | 63.      |
| 2005/06 | 458              | 149.             | 458      | 46.      |
| 2006/07 | 32               | 263.             | -        | -        |
| 2007/08 | 110              | 220.             | 110      | 72.      |
| 2008/09 | 33               | 307.             | 33       | 104.     |
| 2009/10 | 383              | 143.             | 383      | 44.      |
| 2012/13 | 45               | 143.             | 45       | 72.      |